# Spanish Brass
Spanish Brass es un quinteto de metal fundado en 1989 en el seno de la Joven Orquesta Nacional de España cuyos componentes son Carlos Benetó Grau y Juanjo Serna Salvador (trompetas), Manuel Pérez Ortega (trompa), Indalecio Bonet Manrique (trombón) y Sergio Finca Quirós (tuba). Su vocación pedagógica ha creado escuela haciendo llegar la música a las nuevas generaciones.

## Trayectoria musical
En 1989, Spanish Brass comenzó a desarrollar un proyecto musical dedicado a la interpretación, la pedagogía y la creación musical. También realizó grabaciones de discos y diversos cursos sobre la música de cámara realizados por medio de giras por todo el mundo.
Ha participado en la Gala de Entrega de los Premios Príncipe de Asturias (1995), en el Gran Teatro Campoamor de Oviedo (España), difundida por televisión a más de setecientos millones de personas. Ha grabado la música de la obra teatral La Fundación de Buero Vallejo para el Centro Dramático Nacional y la banda sonora de la película Descongélate, de Félix Sabroso, para la Productora El Deseo.
El quinteto ha producido diversos espectáculos como: Spanish Brass (a) Live, XXX, ¡25 Años! y viBRASSions (quinteto de metales); Metàl.lics, Brass Brass Brass y Un po’ di Fellini (conciertos pedagógicos); Brassiana (con trío de jazz); Make a Brass Noise Here (homenaje a F. Zappa, con batería y guitarra); Relatos imprevistos y Melodías Simultáneas: La Textura en la Música (para quinteto de metales y narrador, con Fernando Palacios); Les Aventures de Monsieur Jules (con el pianista Albert Guinovart); Mira si hem corregut terres… (con Carles Dénia) o Puro de Oliva (con Chano Domínguez).
Spanish Brass colabora habitualmente con artistas de prestigio internacional como Chano Domínguez, Albert Guinovart, Carles Dénia, Christian Lindberg, Ole E. Antonsen, Steven Mead, Michel Becquet o Kenny Wheeler y con otras agrupaciones como Amores Grup de Percussió, el Orfeó Valencià Navarro Reverter o el Orfeó Universitari de Valencia.
Además, interpreta obras concertantes con orquesta, destacando el estreno en Europa del Concierto para Quinteto de Metales y Orquesta de Cuerda, de Karel Husa. Ha realizado los estrenos absolutos de Couleurs du Temps, del compositor Maurice Jarre; La Devota Lasciva, de Juanjo Colomer; Concierto para quinteto de metales y orquesta, de Lluís Vidal con Josep Pons y la Orquesta Nacional de España; Guadalaviar, de Antón García Abril, con Edmon Colomer y la Orquesta Filarmónica de Málaga, y Brass Quintet Concerto, de Salvador Brotons, con la Orquesta Filarmónica de Gran Canaria y bajo la batuta de Josep Vicent. Ha interpretado estas obras con diversas orquestas como la Orquesta de Córdoba, Orquesta Sinfónica de Castilla y León, Orquesta de Radio Televisión Española, Orquesta Ciudad de Granada, Orchestre de La Picardie (Francia), Joven Orquesta de la Generalitat Valenciana, KBS Symphony Orchestra de Corea, Joven Orquesta Nacional de España, Orquesta de Valencia… Ha trabajado con directores como Edmon Colomer, Josep Pons, Manuel Galduf, Salvador Brotons, Enrique G. Asensio, Yaron Traub y Shinik Hahm, entre otros.
Spanish Brass ha estrenado más de un centenar de obras en su mayoría dedicadas especialmente al grupo, de compositores como José Luis Turina, Jesús Villa-Rojo, Maurice Jarre, Vladimir Cosma, Fernando Palacios, Juanjo Colomer, Antón García Abril, Salvador Brotons y Vicente Roncero, entre otros.
Ha actuado en el Festival de Musique de Radio-France (Francia), Festival Internacional de Música y Danza de Granada (España), Bonner Herbst (Alemania), Muzyka Statym Krakowie (Polonia), New York Brass Conference (EE. UU.), Festival Internacional de Música de Santander (España), Lucerne Festival (Suiza), Great American Brass Band Festival (EE. UU.), Festival Internacional de Música Contemporánea de Alicante (España), Jeju Summer Festival (Corea), Schleswig-Holstein Musik Festival (Alemania), Auditorio Nacional de Madrid (España), Palacio de la Música Catalana de Barcelona (España), Quincena Musical de San Sebastián (España); Wartburg Festival in Eisenach (Alemania), Festival de Kalavrita (Grecia), Merano Brass Festival y Filarmónica de Trento (Italia), Auditorio de Barcelona (España), Festival de Invierno de Brasilia (Brasil), Festival Internacional de las Artes de Puerto Rico, International Trumpet Guild Conference (EE. UU.), International Trombone Association Festival (EE. UU. y Francia), Basílica Festival (Bélgica), Lieksa Brass Week (Finlandia), entre otros.
Paralelamente a la actividad de conciertos, Spanish Brass organiza dos festivales de carácter internacional: el Festival Spanish Brass Alzira y el Festival Brassurround.

## Discografía
Han publicado veintiséis trabajos discográficos, entre los que se incluyen dos DVD-CD y un doble CD recopilatorio. Por orden cronológico son:
- Luur-Metalls Spanish Brass Quintet (1996)
- No Comment (1998)
- La Escalera de Jacob (2000)
- SPANISH BRASS Luur Metalls & Friends (2001)
- Delicatessen (2002)
- Caminos de España (2003)
- Absolute con Christian Lindberg y Ole E. Antonsen (2004)
- Gaudí’um (2005)
- Metàl.lics DVD-CD (2006)
- Retaule de Nadal con el Orfeó Valencià Navarro Reverter (2006)
- SBALZ Brass Ensemble (2007)
- Brass & Wines con Steven Mead (2008)
- Brassiana con Lluis Vidal Trío[13] (2008)
- The Best of Spanish Brass Doble CD (2009)
- SBLM (2009)
- Tell me a Brass Story con la banda municipal de música de Bilbao (2012)
- viBRASSions (2012)
- Metalls d'Estil con Pep Gimeno "Botifarra" (2013)[12][15][13]
- 25 (2014)
- SuBLiMe Christmas (2014)
- Brass Brass Brass DVD-CD (2016)[9]
- de Vents i Terra con la banda municipal de Barcelona (2017)
- Puro de Oliva con Chano Domínguez y Bandolero (2018)
- XXX (2018)
- Mira si hem recorregut terres con Carles Dénia (2019)
- Les Aventures de Monsieur Jules con Albert Guinovart (2019)
- Spanish Brass (a) LIVE (2020)
- Music for Brass Quintet by Gregory Fritze (2021)
- Music for Brass Quintet by Andrés Valero Castells (2022)
- Vine, vine Spanish Brass (2022)
- Resurrección (2022)
- 35 (2023)

## Premios y nominaciones
| Año  | Premio | Trabajo nominado                    |
| ---- | --- | ----------------------------------- |
| 1993 | Concurso Permanente de Música de Cámara de Juventudes Musicales de España |                                     |
| 1996 | Primer Premio en la 6.ª edición del concurso internacional de quintetos de metal Ville de Narbonne (Francia), considerado el de mayor prestigio para los quintetos de metal. |                                     |
| 2017 | I Premio Bankia al Talento Musical de la Comunidad Valenciana en la modalidad de Formación Musical Valenciana de Carácter Profesional.                                       |                                     |
| 2019 | Premi Espai Ter de Música de Torroella de Montgrí | Mira si hem recorregut terres...    |
| 2019 | Premi Carles Santos. | CD Mira si hem recorregut terres... |
| 2019 | Premi Carles Santos | CD XXX                              |
| 2020 | Premio Nacional de Música en la modalidad de interpretación. |                                     |
| 2020 | Premi Carles Santos. | CD Les Aventures de Monsieur Jules  |
| 2021 | Premi Carles Santos. | CD Spanish Brass (a) LIVE           |
| 2023 | Premi Carles Santos. | CD Resurrección                     |